# Route nationale 783
La route nationale 783 ou RN 783 était une route nationale française reliant Quimper à Quimperlé. À la suite de la réforme de 1972, elle a été déclassée en RD 783.

## Histoire
Cette route nationale est créée en 1933 à partir de la section du chemin de grande communication n°62 comprise entre Quimperlé et Quimper. Le GC 62 est lui-même issu de l'ancienne route départementale n°1 de Quimper à Hennebont.
La RN 783 est déclassée en route départementale 783 lors de la refonte du réseau routier national de 1972.

## Tracé
- Quimper, rue de Concarneau (section déclassée)
- Ergué-Armel, quartier de Quimper
- L'Arbre du Chapon et Kroas an Itron, commune de Saint-Évarzec
- La Grande Halte, commune de La Forêt-Fouesnant
- Le Poteau Vert, commune de Concarneau
- Concarneau
- Trégunc
- Pont-Aven
- Riec-sur-Bélon
- Baye
- Quimperlé